# Quảng trường Clichy
| Quảng trường Clichy    | Quảng trường Clichy  |
| ---------------------- | -------------------- |
|                        |                      |
| Quận                   | Quận 8, 9, 17, 18    |
| Khánh thành            | 16 tháng 1 năm 1789. |
| Đặt tên                | 30 tháng 12 năm 1864 |
|                        |                      |
|                        |                      |
| Tượng Thống chế Moncey |                      |

Quảng trường Clichy nằm ở phía tây Bắc thành phố Paris, điểm giao của bốn quận 8, 9, 17 và 18. Tuy không phải là một quảng trường lớn, nhưng Clichy tập trung nhiều mối giao thông quan trọng và là một khu phố về đêm của thành phố.
| Métro Paris | Bến tàu điện ngầm: Place de Clichy |

## Quảng trường Clichy
Quảng trường Clichy là một trong những quảng trường hiếm hoi của Paris bị xem như không được quy hoạch, mang một vẻ rất khác với các quảng trường khác. Clichy giống như một ngã đường hỗn độn hơn là một quảng trường thực sự. Nằm ở trung tâm quảng trường ngày nay là bức tượng Thống chế Moncey dựng trên bệ, cao 8 mét, trang trí bởi những bức chạm nổi cùng một đội quân bằng đồng cao 6 mét. Đây là tác phẩm của nhà điêu khắc Amédée Doublemard, tượng trưng cho trận chiến bảo vệ Paris của vị thống chế.
Quảng trường Clichy nằm cách không xa khu thương mại Haussamann ở phía trung tâm thành phố, nơi có những siêu thị lớn Galeries Lafayette, Printemps. Đại lộ Clichy là phố đèn đỏ của Paris, có quán Moulin Rouge nổi tiếng cùng nhiều cửa hàng khiêu dâm. Ban đêm, quảng trường này, và kéo dài theo đại lộ Clichy, là một trong những nơi nhộp nhịp nhất của thành phố. Xung quanh quảng trường có nhiều quán cà phê, các nhà hàng McDonald's, Quick, Hippopotamus, Léon de Bruxelles... rạp chiếu phim Pathé... Các nhà hàng, quán cà phê ở đây đều mở đến rất khuya.

## Lịch sử
Cái tên Clichy xuất phát từ tên xã Clichy La Garenne thuộc Hauts-de-Seine, cách quảng trường này vài km. Vào thế kỷ 12, vùng đất này trải dài, bao gồm Monceau, Courcelles, Ternes, Levallois, Roule tới tận Louvre. Cuối thế kỷ 18, khi bức tường Thuế quan (Mur des Fermiers généraux) được xây dựng để kiểm soát hàng hóa vào Paris, nơi đây trở thành một trạm thuế.
Tháng 3 năm 1814, cuối thời Đệ nhất đế chế, quân đội của Napoléon Bonaparte bị đánh bại, 800.000 lính quân đội nước ngoài tiến vào Paris. Sau khi tấn công Belleville và Pantin, đồi Montmartre cũng bị chiếm. phía bắc và phía đông-Bắc của thành phố, từ Clichy tới Neuilly, được bảo vệ bởi 70.000 quân vệ quốc. Trước sự tấn công của quân đội nước ngoài, Thống chế Moncey cho quân về phía Clichy. Những người tình nguyện, sinh viên... khoảng 15.000 gia nhập thêm vào đội quân của Moncey. Tuy thiếu kinh nghiệm, nhưng họ vẫn chiến đấu mạnh mẽ trước quân đội Nga, cho tới tuyên bố đình chiến ngày 30 tháng 3 năm 1814.
Ngày nay, trung tâm quảng trường được đặt một bước tượng bằng đồng kỷ niệm trận đánh đó của Thống chế Moncey.

## Giao thông
Quảng trường Clichy là một trong những điểm hiếm hoi của Paris nằm giao giữa 4 quận: 8, 9, 17 và 18. Hai điểm còn lại là cầu Saint-Michel - giao của các quận 1, 4, 5, 6 - và ngã tư Belleville - giao của quận 10, 11, 19, 20.
Quảng trường Clichy là một mối giao thông quan trọng, gồm 2 tuyến tàu điện ngầm (số 2 và 13), 7 tuyến buýt (30, 54, 68, 74, 80, 81, 95), 3 tuyến buýt đêm Noctilien (1, 2, 15) cùng một điểm đỗ taxi. Đây là điểm giao nhau của các con đường:
- Đại lộ Clichy
- Phố Clichy
- Đường Clichy
- Đại lộ Batignonlles
- Phố Amsterdam

Cái tên Clichy còn được đặt cho nhiều địa danh khác như cửa ô, bến tàu điện ngầm...